# Oceanodroma jabejabe
Oceanodroma jabejabe là một loài chim trong họ Hydrobatidae.